# Frederico Ramirez

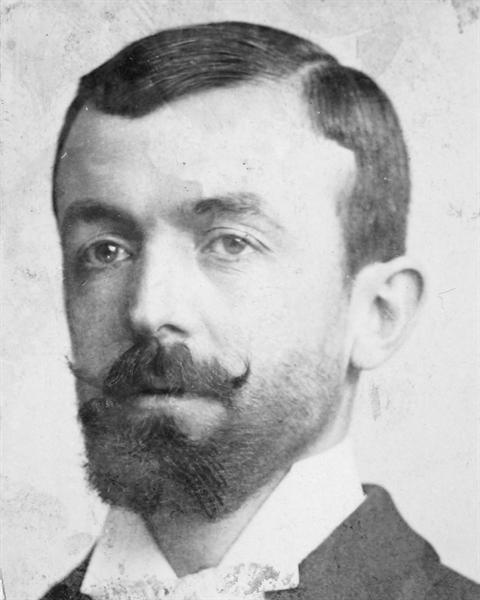
Frederico Alexandrino Garcia Ramirez

Frederico Alexandrino Garcia Ramirez (Vila Real de Santo António, 26 de Novembro de 1869 – Carnaxide, 30 de Outubro de 1935) foi um político algarvio. Foi eleito deputado pelo círculo eleitoral do Guadiana, logo após se formar em engenharia civil, em 1891, pelo Partido Progressista.
Foi ainda Governador Civil de Faro entre 26 de Outubro de 1904 e 16 de Novembro de 1905.